# علي إبراهيم (منافس ألعاب قوى)
علي إبراهيم هو منافس ألعاب قوى جيبوتي، ولد في 1971.

## وصلات خارجية
- علي إبراهيم على موقع الاتحاد الدولي لألعاب القوى (الإنجليزية)
- علي إبراهيم على موقع أوليمبيديا (الإنجليزية)